# 이대헌 (음악가)
이대헌(李大憲, 1956년 8월 16일 ~ )은 대한민국의 음악가이자 작곡가이다.

## 가족 관계
가족관계로는 배우자 정인화(鄭仁華)와 아들 1명, 그리고 딸인 이하나가 있다.

## 음악 활동
1994년 데블스에서 싱어와 리드기타를 담당했으며, 그 이전 1993년에 이윤수의 '먼지가 되어'를 작곡하였다.
(수정: '먼지가되어'는 1987년 가수 이미키의 2집에 수록되었으며 이것이 원곡이다.)
1997년 시락회에서 활동하였다.
2001년 솔로앨범 《시락 1집》으로 데뷔하였다.

## 음반
- 순수한 우리 노래 싸운드 트랙 품바 (1985년)
- 내사랑 짱구 : 그러시면 안돼요/왜 그래, 왜 그래 (1985년)
- 이대헌 FM가요 1집 : 사랑 (1992년)
- 이대헌 FM가요 2집 : 당신도 울고 있네요 (1992년)
- 이대헌 FM가요 3집 : 선창/해변의 여인 (1992년)
- 시락 : (2002년)
- Folk Song 노래이야기 1,2 : (2006년)
- Folk Song 노래이야기 3,4 : (2006년)